# Mario (franquia)
Mario é uma franquia de mídia produzida e publicada pela empresa japonesa Nintendo, protagonizado pelo personagem fictício italiano Mario. É considerada, principalmente, como uma das franquias de jogos eletrônicos mais influentes de todos os tempos (junto de Pac-Man, Sonic the Hedgehog, Tetris e várias outras). Foi originalmente criada pelo designer Shigeru Miyamoto no jogo de fliperama Donkey Kong, em 9 de julho 1981. A maioria dos jogos é desenvolvida e publicada pela Nintendo ou por outras desenvolvedoras parceiras, com supervisão da empresa. Os jogos de Mario são lançados exclusivamente em consoles domésticos e portáteis desenvolvidos pela empresa a partir da terceira geração de consoles. A franquia já gerou mais de 200 jogos de séries e gêneros diferentes, incluindo Super Mario, Mario Kart, Mario Party, Paper Mario, Mario Tennis, Mario Golf, Dr. Mario, entre outros.
Mario esteve presente em outras mídias como uma série animada de televisão, uma longa-metragem de 1993, um filme de animação de 2023, atrações de parques temáticos, história em quadrinhos, brinquedos infantis, vestimentas, acessórios e muitos outros
A série principal da franquia de jogos é chamada Super Mario, composta por jogos de plataforma que normalmente envolvem Mario e seu irmão Luigi no mundo fictício do Reino dos Cogumelos. A progressão dos jogos depende da capacidade do salto do Mario para esmagar inimigos pelo cenário até chegar ao final da fase. O objetivo principal da maioria dos jogos é salvar a Princesa Peach que sempre está sendo raptada pelo vilão Bowser.
A franquia Mario é uma das franquias mais renomadas e bem sucedidas da história; muitos jogos de sua série, especificamente o jogos da série "Super Mario", são considerados alguns dos melhores jogos de todos os tempos. Mais de 600 milhões de cópias de jogos já foram vendidas, tornando-se a franquia de jogos eletrônicos mais vendida de todos os tempos.

## Jogos

### Jogos de Fliperama

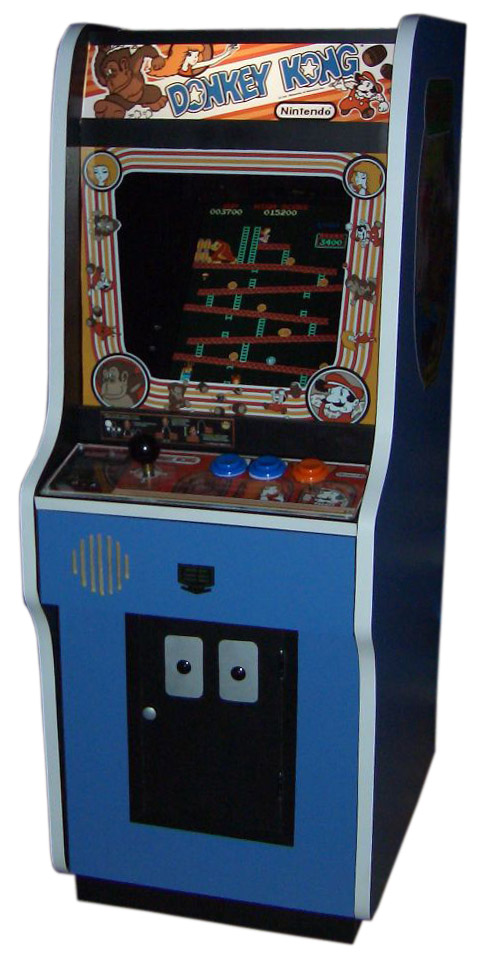
Modelo Arcade de Donkey Kong

#### Donkey Kong
No começo da década de 80, os esforços da Nintendo em vender jogos eletrônicos no mercado estado-unidense haviam falhado, culminando com o fracasso de Radar Scope. Para manter a empresa sem qualquer prejuízo, o presidente da companhia Hiroshi Yamauchi decidiu converter os jogos não-vendidos de Radar Scope em algo novo. Ele contratou um jovem desenhista industrial chamado Shigeru Miyamoto, que estava trabalhando para a Nintendo desde 1977, para a produção de um novo jogo de arcade. Miyamoto teve a ideia de um jogo no qual o personagem jogável chamado "Jumpman" precisava fazer um caminho por uma pista de obstáculos composta por plataformas inclinadas, escadas e barris de rolamento. Surge então, Donkey Kong um jogo de gênero plataforma. Ao final da fase, Jumpman resgataria Pauline das mãos de Donkey Kong. O jogo foi surpreendentemente bem sucedido. "Jumpman" foi chamado de "Mario" em certos materiais promocionais para o lançamento do jogo no exterior; homônimo a figura Mario Segale, um proprietário do escritório/armazém da Nintendo of America que participou de uma reunião para exigir um pagamento de aluguel em atraso. O nome Mario foi permanecido em jogos posteriores da franquia. Houve também forte inspiração no desenho animado Popeye e da longa metragem King Kong. O sucesso do jogo gerou outros relançamentos e sequências: Donkey Kong Jr. , no qual Mario é um antagonista e Donkey Kong 3.

#### Mario Bros.
A marca Mario foi usada pela primeira vez em um jogo de arcade posterior, Mario Bros., que apresentou o irmão de Mario, Luigi. O objetivo de Mario Bros. é derrotar todos os inimigos em cada fase. Cada fase é uma série de plataformas com quatro tubos em cada canto da tela e um objeto chamado de bloco "POW" no centro. A mecânica de Mario Bros. envolve apenas correr e saltar. Ao contrário dos futuros títulos de Mario, os jogadores não podem saltar sobre inimigos até que eles sejam virados; isso pode ser feito pulando sob a plataforma em que estão ou usando o bloco "POW". Ambos os lados de cada fase possuem um mecanismo que permite que o jogador saia da tela para a esquerda e apareça à direita, e vice-versa.

### Jogos de Plataforma

#### SérieSuper Mario
A série Super Mario, (originalmente conhecida como a série Super Mario Bros.) também chamada de série principal é a maior e mais importante subsérie dentro da franquia. Mario tornou-se protagonista de seu próprio jogo de plataforma em 1985, em Super Mario Bros., que foi um jogo incluído com o console Nintendo Entertainment System. Posteriormente, foi lançado duas sequências Super Mario Bros. 2 em 1986 e Super Mario Bros. 3 em 1988. No Super Nintendo, Super Mario World trouxe novos gráficos, novos personagens e novas fases pra a franquia. O jogo Super Mario Land teve duas sequências e foram lançados para o Game Boy. Em Super Mario 64, o primeiro jogo em 3D da série, estreou como o título de lançamento do console Nintendo 64 em 1996. O Gameboy Advance não recebeu nenhum jogo inédito da série principal, apenas recriações de jogos anteriores. Super Mario Sunshine foi o primeiro jogo da série para o GameCube e Super Mario Galaxy e sua sequência prosseguiu com a franquia no Wii. Super Mario 3D Land foi o título principal da série para Nintendo 3DS. O Wii U teve o lançamento de Super Mario 3D World. Super Mario Odyssey foi o primeiro jogo original da série a ser lançado no Nintendo Switch e foi lançado em 2017, depois, como uma volta ao estilo de jogo 2D foi lançado Super Mario Bros. Wonder em 2023.
Em 2006, uma sub-série com jogabilidade de plataforma semelhante com a dos primeiros jogos da franquia chamada New Super Mario Bros. foi introduzida no Nintendo DS, utilizando a mesma mecânica dos jogos em 2D de Super Mario Bros. A sub-série continuou no Wii em New Super Mario Bros. Wii, em seguinte no 3DS com New Super Mario Bros. 2 e no Wii U com New Super Mario Bros. U e New Super Luigi U, com um port intitulado New Super Mario Bros. U Deluxe no Nintendo Switch lançado em janeiro de 2019. Um jogo de criação de níveis chamado de Super Mario Maker foi lançado no Wii U em 2015. Uma sequência, Super Mario Maker 2, foi lançada para Nintendo Switch em junho de 2019. 
Em 2016, a equipe por trás de New Super Mario Bros. lançou Super Mario Run, o primeiro jogo da série para dispositivos móveis e um dos poucos casos em que um jogo Mario foi desenvolvido para um hardware diferente dos consoles da Nintendo.

### Jogos de quebra-cabeças

#### Série Dr. Mario

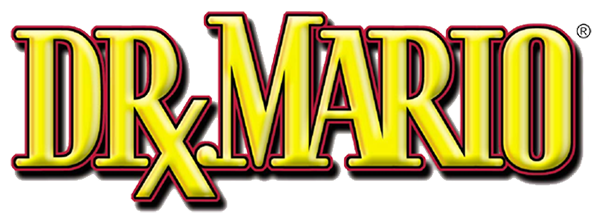
Logotipo da série Dr. Mario.

Dr. Mario (estilizado como D℞. Mario) é uma série de jogos de puzzles desenvolvido primeiramente pela Nintendo Research & Development 1 e posteriormente desenvolvido pela Arika. O primeiro título da série, foi lançado em 1990 para o Nintendo Entertainment System e para o Game Boy. Na série Dr. Mario, o personagem principal assume o papel de um médico e é encarregado de erradicar diversos tipos de vírus. O objetivo do jogador é destruir os vírus que povoam o campo delimitado na tela usando cápsulas coloridas encaixando da maneira correta, da mesma forma que é apresentado no jogo Tetris. O jogador manipula as cápsulas à medida que caem para que elas estejam alinhadas com vírus de cores correspondentes, o que as remove do campo de jogo. O jogador consegue progredir no jogo eliminando todos os vírus na tela em cada nível.
Foram lançados quatro jogos da série Dr. Mario para consoles domésticos e dois para portáteis da empresa, totalizando seis títulos. A cada novo jogo foram introduzido novos elementos de jogabilidade. Em 2001, Dr. Mario 64 para o Nintendo 64 introduziu novos modos de jogo, como os modos História e Maratona. Nesse título, o personagem Wario é jogável e um modo multiplayer de quatro jogadores foi adicionado. Após um hiato de cerca de sete anos, em 2008, o Dr. Mario Express para o serviço DSiWare presente no Nintendo DSi reintroduziu a série no para mercado de jogos portáteis. No mesmo ano, Dr. Mario Online Rx foi lançado para o serviço WiiWare introduzindo um modo multiplayer online para a série. Em 2013, o título Dr. Luigi  foi lançado na Nintendo eShop do Wii U apresentando o Luigi como personagem principal, bem como um novo modo de jogo chamado "L Operation" no qual todas as cápsulas assumem a forma da letra "L".

#### Série Mario vs. Donkey Kong
Mario vs. Donkey Kong é uma subsérie de jogos de puzzles inspirada no primeiros jogos de fliperama da franquia, principalmente Donkey Kong (1981) e Mario Bros (1983). Os títulos contam com participação de Donkey Kong e Pauline. A sub-série introduz uma espécie de brinquedos semelhantes a Mario conhecidos como Mini-Marios.

### Jogos de RPG

#### Paper Mario

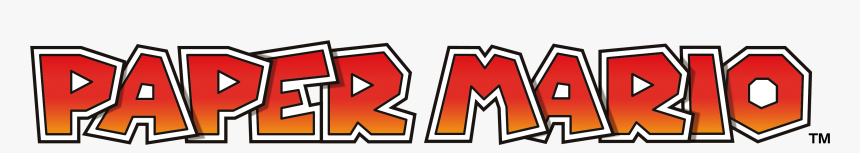
Logotipo da série Paper Mario.

Paper Mario é uma série spin-off de jogos de RPG desenvolvido pela Intelligent Systems e publicado pela Nintendo Software Planning & Development. O primeiro jogo da série, Paper Mario, foi lançado em 2000 no Nintendo 64 e foi um sucesso de crítica e comercial. Na série Paper Mario, o jogador controla Mario em uma mistura de ambientes 3D e em 2D que parecem ser feitos de papel. Mario pode saltar e usar seu martelo para superar obstáculos físicos colocados no mundo do jogo. Além disso, o jogador encontra novos parceiros de batalha à medida que avança para diferentes locais, cada um tem uma habilidade especifica necessária para a progressão no jogo. Os personagens também ajudam Mario nas batalhas de turnos. Os ataques no jogo são semelhantes aos dos RPGs tradicionais, embora o jogador possa influenciar o poder de um movimento ao atacar ou defender pressionando um botão com precisão ou executando algum outro comando de ação conforme necessário. Mario e seus parceiros têm uma capacidade finita de realizar movimentos especiais, com cada um deles consumindo um determinado número de pontos de flores (FP) quando realizados. Tais estatísticas podem ser aumentadas ganhando pontos estelares (pontos de experiência) em combate para subir de nível.  A progressão nos jogos também depende da interação com os personagens não-jogáveis, que muitas vezes oferecerão pistas ou detalhes do próximo evento no enredo. Como em outros RPGs, o jogador pode encontrar ou comprar itens para ajudar dentro e fora do combate. Podem ser obtidos crachás que rendem bônus que vão desde movimentos adicionais até restauração gradual da saúde durante o combate; cada um consome um número definido de Pontos de Crachá (BP), o que significa que Mario só pode equipar um número limitado de crachás por vez.
Foram lançados cinco jogos da série Paper Mario para consoles domésticos e um jogo para o Nintendo 3DS. Novas mecânicas foram sendo introduzidas nos jogos posteriores. Em 2004, The Thousand-Year Door para o GameCube introduziu a capacidade de Mario se transformar e dobrar em um avião de papel ou em um barco de papel para interagir com o mundo. Em 2007, Super Paper Mario alterou a perspectiva 2D da série podendo "virar" uma perspectiva 3D na qual o nível gira para revelar um eixo oculto, colocando Mario em um ambiente 3D. Em 2012, Sticker Star para o Nintendo 3DS introduziu o uso de adesivos tanto no ambiente de exploração quanto em batalhas em turnos. Em 2015, Mario & Luigi: Paper Jam também para o Nintendo 3DS embarcou em um mundo real. Em 2016, Color Splash lançado para o Wii U foi anunciado que introduziu o uso de cores tanto no ambiente quanto em batalhas por turno, assim como em Sticker Star. Em 2020, The Origami King foi anunciado no Nintendo Switch com a temática de origamis.

### Jogos de Corrida

#### Série Mario Kart

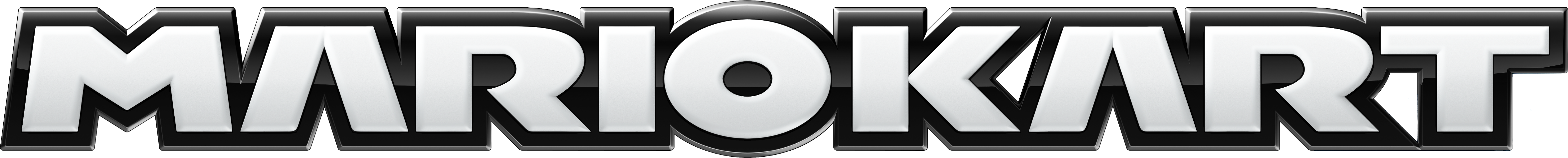
Logotipo da série Mario Kart.

Mario Kart é uma série spin-off de jogos de corrida de karts desenvolvidos pela Nintendo Entertainment Analysis & Development. O primeiro título, Super Mario Kart, foi lançado em 1992 no Super Nintendo Entertainment System. Na série Mario Kart, os jogadores competem em corridas de kart, controlando um dos personagens da franquia Mario. Uma das características da série é o uso de vários itens que são obtidos em determinados trechos da pista. Esses itens podem ser usados como vantagem para o jogador ou para desvantagem dos outros oponentes da corrida. 
Foram lançados cinco jogos da série Mario Kart para consoles domésticos, um port aprimorado, três jogos para consoles portáteis, um jogo para smartphones e tablets e três jogos para fliperamas desenvolvidos pela Namco, totalizando treze títulos. Em 1996 e 1997, Mario Kart 64 para o Nintendo 64 introduziu corridas de 4 jogadores e gráficos 3D. Em 2001, o Super Circuit para Game Boy Advance introduziu a capacidade de desbloquear faixas retrô dos jogos anteriores. Em 2003, Double Dash!! para o GameCube introduziu multiplayer cooperativo e karts com dois jogadores. Em 2005, Mario Kart DS para o Nintendo DS introduziu jogo de tela dupla e multiplayer online via Wi-Fi. Em 2008, Mario Kart Wii introduziu direção utilizando os controles de movimento, corridas de 12 jogadores, motos e os personagens Mii como jogadores, além três novos itens: o POW Block, Mega Mushroom e Thunder Cloud. Em 2011, Mario Kart 7 para o Nintendo 3DS apresentava gráficos com imagens 3D sem óculos, karts submersíveis, uma nova perspectiva alternativa em primeira pessoa e personalização de karts. Em 2014, Mario Kart 8 para o Wii U introduziu corridas anti-gravidade, multiplayer de até quatro jogadores locais em corridas no Grand Prix, conteúdo para download e foi o primeiro da série com resolução HD. Em 2017, Mario Kart 8 Deluxe para o Nintendo Switch foi lançado como uma port aprimorado da versão de Wii U, com um modo de batalha melhorado e vários novos personagens, incluindo os Inklings do jogo Splatoon.
Tornou-se uma das série spin-off de jogos eletrônicos bem sucedida comercialmente com mais de 150 milhões de cópias vendidas mundialmente.

## Outras mídias
A franquia Mario fez aparição em algumas edições de quadrinhos, mangás e séries de TV baseadas nos jogos. A maioria foi lançada no final dos anos 1980 e início dos anos 1990, e desde então não foram mais produzidas. Mario, Luigi e Peach fizeram aparições especiais em dois jogos esportivos, incluindo a versão GameCube da NBA Street V3. A série lançou dois filmes, o anime Super Mario Bros.: Peach-hime Kyushutsu Dai Sakusen lançado em 1986 e o filme live-action Super Mario Bros. em 1993. Este último foi amplamente considerado um fracasso de bilheteria.

### Programas de TV
Saturday Supercade foi uma série animada produzida para as manhãs de sábado pela Ruby-Spears Productions. Durou duas temporadas na CBS, começando em 1983. Cada episódio compreendeu vários segmentos mais curtos com personagens de videogames da Era de Ouro dos Jogos de Arcade. Donkey Kong, Mario e Pauline (do jogo de fliperama Donkey Kong) foram destaque no show.
The Super Mario Bros. Super Show! foi a primeira série de TV americana baseada nos jogos da série principal Super Mario. Foi transmitido de 4 de setembro a 1º de dezembro de 1989. O programa foi produzido pela DIC Entertainment e foi distribuído para televisão sindicalizada pela Viacom Enterprises (os direitos completos foram revertidos para o DiC através da Nintendo).
King Koopa's Kool Kartoons foi um programa de televisão infantil transmitido ao vivo no sul da Califórnia durante a temporada de férias de 1989-90. O programa foi estrelado por King Koopa (também conhecido como Bowser), o principal antagonista da série Mario. O programa de 30 minutos foi originalmente transmitido durante as faixas horárias da tarde no canal norte-americano KTTV Fox 11, com sede em Los Angeles.
The Adventures of Super Mario Bros. 3 é a segunda série de TV baseada nos jogos da série principal Super Mario. Foi ao ar na NBC de 8 de setembro a 1º de dezembro de 1990. Baseado no jogo Super Mario Bros. 3, o desenho mostra Mario, Luigi, Princess Toadstool e Toad lutando contra Bowser e seus Koopalings, que tiveram seus nomes alterados na série (Hip, Hop, Kooky, Kootie Pie, Big Mouth, Cheatsy e Bully). Assim como a série anterior de a animação foi feita pela Sei Young Animation Co. Ltd, no entanto este show foi coproduzido por Reteitalia S.P.A., daí as pequenas diferenças no design do personagem.
Super Mario Challenge foi um programa que foi ao ar no canal de tv norte-americano The Children's Channel. Durou 1990 até 1991 e foi ao ar às 16h30 todos os dias da semana. O apresentador, John Lenahan, era sósia de Mario e vestia suas roupas. Dois jogadores convidados tinham que fazer tarefas, todas envolvendo jogar os jogos Super Mario Bros., Super Mario Bros. 2 e após seu lançamento em 1991, Super Mario Bros. 3. As rodadas incluíam desafios para ver qual jogador poderia completar um nível no tempo mais rápido e quem poderia coletar mais moedas de ouro em um determinado nível.
Super Mario World é uma série de televisão animada baseada no videogame SNES de mesmo nome. É o terceiro e atualmente o último desenho animado da manhã de sábado baseado na série Mario. O programa foi exibido originalmente nas manhãs de sábado na NBC na temporada 1991-92. Episódios de Super Mario World foram mais tarde exibidos como parte do pacote de sindicância "Capitão N e os Mestres do Videogame". Depois, a série foi dividida do Capitão N e mostrada em reprises comprimidas no tempo em Mario All-Stars.

### Filmes

#### Super Mario Bros. (1993)
Super Mario Bros. é uma longa-metragem de comédia americana de 1993 baseada no jogo de mesmo nome. O filme segue as aventuras de Mario (Bob Hoskins) e Luigi (John Leguizamo) em uma distopia governada pelo rei Koopa (Dennis Hopper). Foi o primeira longa-metragem live-action a ser baseado em um videogame. A trama do filme apresenta Mario e Luigi como protagonistas, Mario liderando a equipe com Luigi desenvolvendo um romance com a Princesa Daisy. O filme arrecadou US$ 21 milhões em bilheteria e teve um orçamento de US$ 48 milhões.
O antagonista Bowser e o Super Mushroom tiveram uma pequena participação no longa-metragem de animação da Walt Disney Animation Studios, Detona Ralph, em 2012. Mario foi mencionado mas não teve nenhuma aparição no filme.

#### The Super Mario Bros. Movie (2023)
The Super Mario Bros. Movie. é uma longa-metragem de animação lançado em 5 de abril de 2023 pela Universal Pictures na América do Norte e Brasil. Produzido pela Illumination Entertainment e Nintendo, o filme contará com as vozes de Chris Pratt como Mario, Anya Taylor-Joy como Peach, Charlie Day como Luigi, Jack Black como Bowser, Keegan-Michael Key como Toad, Seth Rogen como Donkey Kong, Kevin Michael Richardson como Kamek e Fred Armisen como Cranky Kong. Charles Martinet, dublador de Mario nos jogos eletrônicos, também fornecerá papéis especiais. A direção será de Aaron Horvath e Michael Jelenic, desenvolvedores da animação infantil Teen Titans Go!, e Matthew Fogel escreverá o roteiro. Shigeru Miyamoto e Chris Meledandri são os produtores executivos.

#### Outras aparições
O antagonista Bowser e o item Super Cogumelo tiveram uma pequena participação no longa-metragem de animação da Walt Disney Animation Studios, Detona Ralph, em 2012. Mario foi mencionado mas não teve nenhuma aparição no filme. Banzai Bills da franquia Mario também aparece no filme de 2022 Chip 'n Dale: Rescue Rangers.